# Municipio de Portland (Arkansas)
Portland Township es un municipio del condado de Ashley, Arkansas, Estados Unidos. Según el censo de 2020, tiene una población de 395 habitantes.
Es una subdivisión exclusivamente geográfica, puesto que el estado de Arkansas ya no utiliza la herramienta de los townships como gobiernos municipales. No obstante, la Oficina del Censo continúa actualizando los datos a los efectos exclusivamente estadísticos.

## Geografía
Está ubicado en las coordenadas 33°12′38″N 91°31′52″O / 33.21056, -91.53111. Según la Oficina del Censo de los Estados Unidos, tiene una superficie total de 179.19 km², de la cual 177.36 km² corresponden a tierra firme y 1.83 km² es agua.

## Demografía
Según el censo de 2020, hay 395 personas residiendo en la zona. La densidad de población es de 2.23 hab./km². El 61.27 % de los habitantes son blancos, el 32.91 % son afroamericanos, el 0.25 % es amerindio, el 2.78 % son de otras razas y el 2.78 % son de una mezcla de razas. Del total de la población, el 8.10 % son hispanos o latinos de cualquier raza.